# The Rita
The Rita (englisch Die Rita) ist ein im Jahr 1996 debütiertes Harsh-Noise-Wall-Projekt.

## Geschichte
Das Projekt gilt als aktiv seit dem Jahr 1996. Mit den ersten Veröffentlichungen leistete Sam McKinlay Pionierarbeit für das Genre Harsh Noise Wall. Seither veröffentlichte er eine Fülle an Alben, Split-Veröffentlichungen, Kollaborationen und Kompilationen. Dabei erschienen viele seiner Veröffentlichungen über international agierende Unternehmen des Post-Industrial- und Noise-Spektrums wie At War with False Noise, Urashima, Less Than Zero, Old Europa Café, Signora Ward Records, RRRecords und Self Abuse Records. Mit seinen Veröffentlichungen und Auftritten wird The Rita neben Vomir und Richard Ramirez zu den zentralen Akteuren des Genres gerechnet. Auftritte absolvierte The Rita unter anderem in Paris, Berlin, New York, Mexiko-Stadt, Houston, Dayton, und Bologna.

## Konzeptionelle Entwicklung
Der Bandname ist ein direkter Verweis auf ein gleichnamiges Boot, das in dem Film Creature from the Black Lagoon den Amazonas hinauffährt. Der Name ermöglicht es McKinlay, Zitate aus dem Film zu nutzen um darüber Bezüge zu Kunst, Literatur und Philosophie herzustellen. Alle Verweise und Bezüge lassen sich derweil auf das zentrale Thema McKinlays, die Dekonstruktion und Abstraktion der Frau in Gesellschaft und Kunst, zurückführen. Dabei nimmt McKinlay Bezug auf Émile Zola, Jean Renoir, den französischen Realismus, den Kriminalfilm der 1930er- und 1960er-Jahre, den Giallo der 1970er-Jahre sowie feministische Theorien und Ballett.
McKinlays Interesse an bildnerischer Kunst und jenes an Musik entstanden vor der Gründung von The Rita und ergänzten einander. Mit Malerei befasste er sich schon in seiner Kindheit. Erstes Interesse an Post-Industrial entwickelte er als Fünftklässler. McKinlay schloss ein Studium der Malerei und Bildhauerei mit einem Diplom ab. Nach dem Abschluss führte er einen Skateboard-Laden, während sein Interesse an Noise zunehmend in eine praktische Form überging. Aus Interesse an subversiver Musik befasste er sich schon als Fünftklässler, durch eine Kassette, die ihm ein älterer Bruder eines Freundes gab, mit dem Post-Industrial von Fear, Skinny Puppy und ähnlichen Interpreten. Die Richtung verfolgte er über weitere Akteure bis hin zu solchen des Noise wie Merzbow, Dead Body Love und OVMN. Durch letztere Interpreten inspiriert wuchs gegen 1995 sein Interesse, ein eigenes Projekt zu gründen. Er veröffentlichte erste Alben als Kassetten, bevor er ab etwa 1998 pausierte, um erneut zu studieren. Das Studium schloss er mit einem Bachelor of Fine Arts ab. In dieser Phase befasste er sich mit Konzeptkunst, minimalistischen Malerei, Installationskunst und kanadischer Landschaftsmalerei des 19. Jahrhunderts. Erfahrungen, die sein musikalisches Werke bis in die 2000er Jahre hinein direkt beeinflussten.
Gleichzeitig produzierte er selbst minimalistische Landschaftsbilder, Bodenarbeiten und konzeptbasierte textliche und fotografische Interpretationen von Arealen und Räumen. Einige dieser Arbeiten dienten der Untersuchung von Gleichgewicht, Spannung, Ungleichgewicht und Barrieren. Es folgten Beschäftigungen mit sozialen und tierischen Zwangssituationen im Raum. Als Einfluss und Inspiration führte McKinlay Ad Reinhardt, Richard Serra, Barnett Newman, Ellsworth Kelly, Richard Long, George Trakas, Kasimir Sewerinowitsch Malewitsch an. Dabei habe er sich intensiv mit denselben Themen musikalisch befasste. Die Arbeit mit Klangtexturen, tonalen Strukturen, gewalttätigen Vorgängen aus subtilen, unausgewogenen Veränderungen fand in beiden Bereichen ihren Grund, die er auch später weiterführte um weiterhin Installationen zu planen, wobei er nur wenige dieser Ideen umsetzte und die Überlegungen und kreative Energie für The Rita nutzte.

## Stil
Die frühen Veröffentlichungen von The Rita basieren auf einem monolithischen Klang aus Übersteuerungen, absichtlich provozierten Störgeräuschen und stark verzerrten Mikrofonen. Der Fokus von The Rita ging allerdings zunehmend in eine meditative Richtung die Audio-Texturen und Verzerrung bewusst arrangierte über. The Rita gilt mit dem Frühwerk als Pionier des Harsh Noise Wall, eines formlosen, unerschütterlichen Klangmonolith, der gemäß Rezensenten für das Genre Power Electronics das tat, was Earth mit der Entwicklung des Drone Doom für den Metal vollführte. In den Jahren darauf entwickelte McKinlay The Rita anhaltend weiter. Er nutzt dabei Fülle sexueller Bilder, Anspielungen auf Stummfilme und Geräusche von und Anspielungen auf Haifische. Das Ergebnis ist eine vielschichtige und eklektische Mischung im Spektrum von Noise und Post-Industrial. Dabei nutzt The Rita Field Recording, Samples und Geräusche die direkt von Objekten stammen, die McKinlay interessieren. Solche Töne arbeitet er vornehmlich in eine „Hülle aus Rauschen“ ein.

## Diskografie (Auswahl)
Studioalben
- 1998: Swingers Get Killed (Solipsism)
- 1998: Possessed Nun Sleaze (Labyrinth Recordings)
- 1998: Crusty Etruscans (Spite)
- 2004: Bodies Bear Traces of Carnal Violence (Troniks, PACrec)
- 2004: Sea Wolf Leviathan (Solipsism)
- 2004: Recycled (RRRecords)
- 2005: Lake Depths Lurker (Harshnoise)
- 2005: Flapper Influence From French Prostitutes (Monorail Trespassing)
- 2005: Magazine (Abisko)
- 2005: Maillart Extended (rundownsun)
- 2006: Thousands of Dead Gods (Troniks, PACrec)
- 2006: The Tortured Ghosts of Creeks and Rivers (Trash Ritual)
- 2006: Albert Kogler (Troniks)
- 2006: Graveyard Of Whorer / Blood Injected Into Dirt Reptile (Toe Products)
- 2009: Headless With Leopard Skin (Definitive Circumstances)
- 2009: The Nylons of Laura Antonelli (Utmarken)
- 2009: The Parisian Dancing Girl in Thigh High Stockings is thrown to the Floor by the Cloaked Phantom (Dead Audio Tapes)
- 2009: Skate / Snorkel (RRRecords)
- 2009: The Voyage of the Decima MAS (Troniks)
- 2011: The Rack (Handmade Birds)
- 2012: Vice Baron (Banned Production)
- 2012: Women’s Vocals (Urashima)
- 2012: Eyeliner Into Nylon Back Seam (Sickcore)
- 2014: Ballet Feet Positions (Old Europa Cafe, Elettronica Radicale Edizioni)
- 2014: Gamzatti (Total Black)
- 2015: The Apex Representation Of A Woman (Angst, Signora Ward Records)
- 2015: Queen Sheets (Urashima)
- 2015: Raymonda (Stage Arrangement Of Women) (Old Europa Cafe, Elettronica Radicale Edizioni)
- 2015: Dark Eye Makeup For The Stage (Stiff Sanctorum)
- 2016: Diamond Pointe / Tight Fitting Armor (Diary Of A Chambermaid) (Old Europa Cafe)
- 2016: Pedicure Deconstruction Of The Feminine (Bacteria Field)
- 2016: The Lilac Fairy (Urashima)
- 2017: Medora (Old Europa Cafe)
- 2018: Sharks And The Female Form (Old Europa Cafe)
- 2019: Costumes And Masks 1 (The Level Of Vulnerability)
- 2019: Linked Arms And Touching Torsos (Obsessive Fundamental Realism)
- 2019: Martine Grimaud (FOUL PREY)
- 2020: Goneril And Regan (Grisaille)
- 2020: Parallel Body Forms (Fantasy 1)
- 2021: W.I.S.P. II (Joy De Vivre)
- 2021: The Katherines (W.I.S.P.) (Abhorrent A.D.)
- 2021: W.I.S.P. (Summer Interlude Records)
- 2022: King Richard III (FOUL PREY)
- 2022:Bandaged Invisibility (Urashima)
- 2023: Kathryn (Petite Soles)

Box-Sets
- 2006: Retrospective (Harsh Head Ritual)
- 2006: Koskimo House Post (Erratic Sporadicism Tapes)
- 2013: Escorting (At War With False Noise, Urashima)
- 2013: Retrospective II (Total Black)
- 2017: Toe Cleavage (Urashima)